# Пріта Крішна
Пріта Крішна (більш відома як Пріта Джи, Пріта джі та Прітаджі (англ: Preethaji); народилась 2 грудня 1974 року в Ченнаї) — індійський педагог із духовності та філософії. Бізнес-тренер та новатор.

## Освіта
Пріта Крішна відвідувала університет в Ченнаї і отримала ступінь бакалавра з комерції в коледжі для жінок в Ченнаї. Потім вона здобула ступінь магістра ділового адміністрування в університеті Південного Квінсленду в Тувумба, Австралія. Вона також має дипломи магістрів філософії з університету Мадурай Камарадж у Мадураї, Таміл Наду .

## Навчання
Пріта Крішна — вчитель духовності та філософії. У 2002 році вона заснувала Жіночий рух за золотий вік у Бангалорі. У 2009 році разом зі своїм чоловіком Крішнаджі вона створила академію — школу філософії та медитації в Канчіпурамі. Вона також є співзасновницею Конгломерату Білого Лотоса — підприємства, що включає нерухомість, розвиток власності, енергетику, медіа та спорт -, а також співзасновник Академії O&O, школи філософії та медитації.
Вона є невісткою Шрі Бхагавану, від якої вона разом із чоловіком перейняла в керування храм Єдиності.
Вона проводила свої семінари в багатьох визначних місцях та на багатьох заходах, наприклад, у Вільям Морріс Ендевор та на оздоровчому фестивалі Sun Valley в Айдахо.

## Податки на прибуток
У жовтні 2019 року Департамент податку на прибуток обшукав близько 40 приміщень, пов’язаних з конгломератом White Lotus. За даними Міністерства фінансів Індії, під час рейду департамент конфіскував готівку та золото на суму приблизно 12 мільйонів доларів США та невраховані грошові надходження на суму 55 мільйонів доларів США з 2014 та 2015 фінансових років. Триває слідство. Пріту та її чоловіка допитали в Департаменті прибуткового податку. Крішна також керує кількома компаніями, які займаються нерухомістю, будівництвом, видавництвом і мікрофінансуванням.